# 탄산 마그네슘
탄산마그네슘(magnesium carbonate)은 Mg CO3 화학식의 백색 고체로 이루어진 무기염이다. 일부 수화물과 염기 형태의 탄산마그네슘이 광물로서도 존재한다.
탄산마그네슘의 주된 용도는 산화 마그네슘을 생산해내는 것이다. 바닥재, 소화기, 화장품, 치약에도 사용된다.